# ピエール・ベール

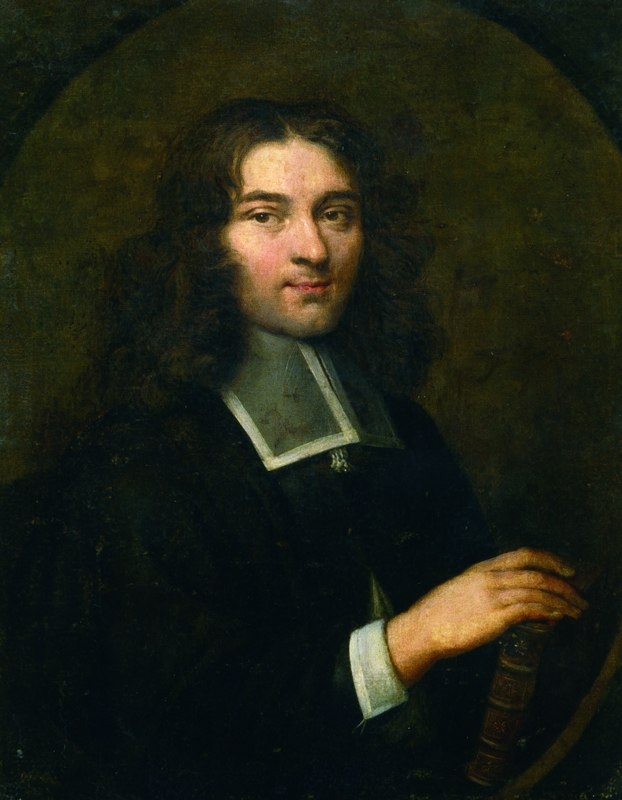
ピエール・ベール

ピエール・ベール（Pierre Bayle, 1647年11月18日 - 1706年12月28日）は、フランスの哲学者、辞書学者、思想家。『歴史批評辞典』などを著して神学的な歴史観を懐疑的に分析し、啓蒙思想の先駆けとなった。

## 生涯
南フランス、ピレネー山麓の寒村、ル・カルラで、プロテスタント（カルヴァン派）の牧師の息子として生まれる。ピュイローランとトゥールーズの学院で学ぶ。1669年に一度カトリックに改宗するが、翌年カルヴァン派に復帰。そのため迫害に遭い、スイスのジュネーヴに逃れる。同地のジュネーブ大学で学び、デカルト哲学に触れる。以後フランスに戻り、1675年からスダンの新教大学の哲学教授となる。しかしプロテスタントへの宗教迫害により1681年に大学が強制閉鎖され、オランダのロッテルダムに移住する。以後、同地の高等教育機関で哲学と宗教を教える。
1682年に『彗星に関する手紙』、翌年に増補改訂版として『彗星雑考』を匿名で刊行。彗星の出現に関する迷信を批判して道徳の宗教からの自立性を説き、スピノザらの存在を強く主張。1684年春から1687年冬にかけ、月刊誌『文芸共和国便り』を刊行。全西欧的な名声を得る。1685年のフォンテーヌブローの勅令（ナントの勅令廃止）直後に『〈強いて入らしめよ〉というイエス・キリストの御言葉に関する哲学的注解』を刊行。新教徒迫害に対して良心の自由と宗教的寛容を訴える。これは王権に寛容を請願しようとするものだったが、年来の同僚であったピエール・ジュリューら王権打倒を唱える強硬派の方針と対立。論争の末、1693年にロッテルダムの教職を追われる。
以後はかねてから計画を温めていた執筆活動に専念。1696年に『歴史批評辞典』を刊行。驚異的な博識と卓抜な批判精神をもとに、従来の歴史辞典の誤記や不正確を正し、なおかつ既存の硬化した哲学体系、宗教体系に対する痛烈な批判と皮肉を込めた作品であった。
晩年は「神と悪の存在」を追求し、善悪二元論や人間理性の脆さを確認し、信仰至上主義へ至る。晩年の著作『ある田舎者の質問に対する回答』、『彗星雑考続編』、未完の遺作『マクシムとテミストの対話』では、これと対立するフランス語教会内の理神論的神学者との論争が多くを占める。
1706年にロッテルダムにて客死。終生カルヴァン派の思想を持ち続けたとされる。

## 評価
代表作『歴史批評辞典』は、従来の歴史記述への厳密な批判的吟味や大胆な哲学的神学的が一体となった大作である。初版の刊行以降も多くの版を重ねて18世紀に広く読まれ、のちの啓蒙思想に多大な影響を与えた。
ジョン・ロックと並ぶ寛容思想の先駆者とされるが、ロックは良心の選択を個人に内在する不可侵の権利と考えたのに対し、ベールは良心への服従を神の権利、人間の義務であると捉えており、その内容は異なる。
ルートヴィヒ・アンドレアス・フォイエルバッハは「ピェール・ベール―哲学史および人類史への一寄与　―1838年―」を著し、ベールの信仰と理性の間の矛盾について考察している。同書の中で、カルヴァンやルターが神学者としての自らの意思に背いて教義への懐疑を持ったのに対し、ベールはそれとは異なり、彼はいかなる神学的関心や神学的精神を持たず、自らの意志で懐疑を行ったと指摘している。またライプニッツら同時代の哲学者が一方では哲学に、一方では信仰に同時に目配せするような哲学と信仰の調和・妥協を図ったのに対し、ベールは「神学は哲学を傷つける」として両者の妥協を退けているとする。同書を訳した船山信一によると、フォイエルバッハが近世の哲学者のうちで最も高く評価し、なおかつ心情的に最も近いのがベールである。
ベールの位置付けとしては、18世紀以来伝統的に神学・形而上学の解体を目指した反教義的な批判的懐疑論者とされてきたが、ベール研究が進んだ1960年代以降はカルヴァン派に立脚した特異なプロテスタント思想家とする見方が研究者間では有力になっている。

## 主な著作

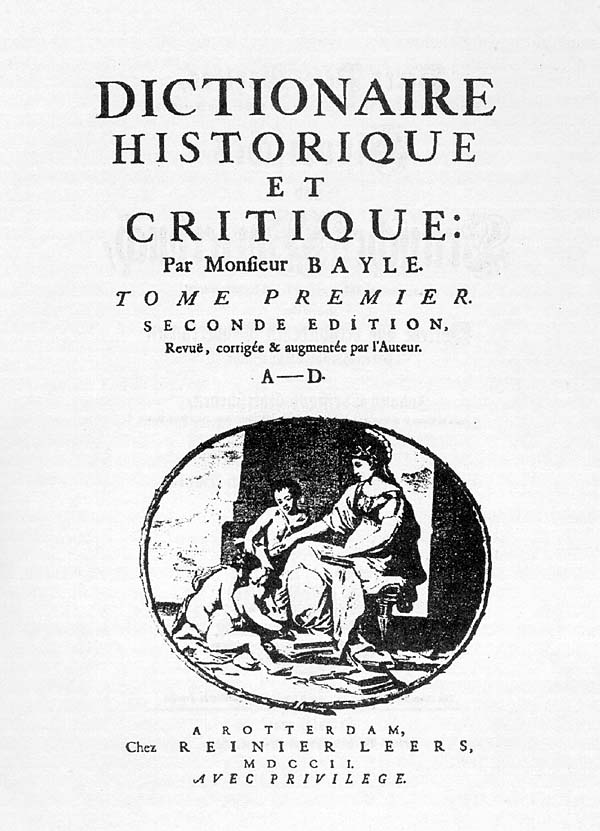
歴史批評辞典

- 『彗星に関する手紙』 (Lettre sur les comètes) 1682年
- 『彗星雑考』 (Pensées diverses sur la comète) 1683年

「彗星の出現に関する迷信を機械論の立場から批判する」という体裁を取りながら、迷信の打破と共に宗教と道徳の分離を説き、無神論者の社会も存立可能とした。
- 『〈強いて入らしめよ〉というイエス・キリストの御言葉に関する哲学的注解』全4巻 (Commentaire philosophique sur ces les paroles de Jésus-Christ: 《Contrains-les d'entrer...》 ) 1686-1688年

フランスにおける新教徒迫害と世俗君主による宗教的干渉を批判し、宗教的寛容と良心・信教の自由を求める。
- 『歴史批評辞典』 (Dictionnaire historique et critique) 1696年

ベールの代表作。項目は主に人名で、簡潔な本文と、本文に対する膨大な脚注からなる。脚注の中では毒舌を交えた多様な議論を展開し、その量はしばしば本文の数十倍、数百倍に及び、本書の根幹をなしている。当初はモレリの『大歴史辞典』(1674)ら、従来の辞典や歴史書の誤謬や歴史の伝説化を正することを目的として構想されたが、最終的に遥かに多くの内容を含むこととなった。各項の脚注では無数の文献を駆使して正確な事実を明らかにした上で従来の歴史記述の不正確や迷信性を抉り出し、また古今の哲学者や宗教家を扱う項目では哲学的・神学的な諸学説の徹底的な批判的検討を行っている。
1696年にロッテルダムで2巻4冊の初版が出版されて以降、著者の死後も次々と版を重ね。18世紀前半までに9版まで刊行されるベストセラーとなった。特にフランスでは1715年以降、新思想を求める読者に争って読まれ、英語、ドイツ語の全訳版も出版されるなど全欧に広まり、18世紀の啓蒙思想家に多大な影響を与えた。ヴォルテールはこの書を「啓蒙思想の宝庫」と評している。
ただし、この書はのちの啓蒙思想家に見られるような理神論や無神論によるものではなく、あくまで伝統的なカルヴァン派の立場に立脚するものであり、プロテスタント内部の急進派や自由主義的な潮流に対する論戦的な意図を持った著作であると現在の研究者間では評価されている。
- 『ある田舎者の質問に対する回答』全5巻 (Réponse aux questions d'un provincial) 1703-1707年
- 『彗星雑考続編』全2巻 (Continuation des Pensées diverses sur la comète) 1704年
- 『マクシムとテミストの対話』 (Entretiens de Maxime et de Thémiste)

月刊誌
- 『文芸共和国便り』 (Nouvelles de la rèpublique des lettres) 1684-1687年

## 日本語訳著作集
- 『ピエール・ベール著作集』全8巻補巻1 野沢協訳. 法政大学出版局

第1巻 (彗星雑考) 1978.11
第2巻 (寛容論集) 1979.12
第3巻 (歴史批評辞典 1(A-D)) 1982.3
第4巻 (歴史批評辞典 2(E-O)) 1984.11
第5巻 (歴史批評辞典 3(P-Z)) 1987.3
第6巻 (彗星雑考 続) 1989.3
第7巻 (後期論文集 1) 1992.10
第8巻 (後期論文集 2) 1997.3
補巻 (宗教改革史論) 2004.6